# Makhosini Dlamini
El Príncep Makhosini Jaheso Dlamini (1914 - 28 d'abril de 1978) va ser Primer Ministre de Swazilàndia de 16 de maig de 1967 al 31 de març de 1976. També va ser el ministre estranger del país des del 1968 al 1970.